# Mortícia Addams
Morticia Frump Addams, conhecida como Mortícia Addams é uma personagem fictícia do cartunista norte-americano Charles Addams, A Família Addams.

## História
Mortícia é a esposa de Gomez Addams e mãe de Wednesday Addams (Wandinha na versão brasileira) e Pugley Addams (Feioso na versão brasileira). O personagem se originou nos cartoons de Charles Addams para a revista The New Yorker em 1930. Nos desenhos, nenhum dos membros da família tinham nomes. Quando os personagens foram adaptados à série televisiva de 1964, Charles Addams lhe deu o nome de "Mortícia", significando "morte" (derivado de "mors mortis", a palavra latina para "morte", e talvez também de "coveiro").
Nome de solteira Morticia é "Frump", ela tem uma irmã mais velha chamada Ophelia Frump (também interpretada por Carolyn Jones na serie de 1964) e sua mãe e Hester Frump  (interpretada por Margaret Hamilton).
"A verdadeira chefe de família, em voz baixa, incisiva e sutil, os sorrisos são raros... beleza admirável... desprezo e original e com lealdade familiar forte, até mesmo na disposição, silenciada, espirituosa, às vezes mortal... dada a baixa rapsódias com chave sobre seu jardim de erva-moura mortal meimendro e cabelos comprido. ...— Charles Addams
Morticia é descrita como uma bruxa, ela tem a pele pálida e longos cabelos preto. Ela geralmente se veste de vestidos góticos, na cor preta para combinar com os seus cabelos. De acordo com a Wandinha Addams, Morticia aplica fermento em pó no rosto, para esconder as rugas. Em cada episódio, ela facilmente seduz o marido Gomez, falando francês (ou qualquer outra língua estrangeira). Ela é musicalmente inclinada, e é vista frequentemente livremente dedilhando um shamisen. Frequentemente desfruta de cortar fora os brotos e flores de rosas que ela se desfaz, ficando apenas os caules (acha os espinhos encantadores). Ela também possui uma planta carnívora, uma Estranguladora Africana chamada Cleópatra, que ela gosta de alimentá-la com comida de humanos (hamburgers), possui também um leão de estimação conhecido na versão brasileira como gatinho (na versão original é chamado de "Kitty Cat"). Mortícia também tem uma afinidade para fazer certo que sua família mantém a forma tradicional, e é normalmente o mais surpreso quando um dos clãs se desvia e faz algo "agradável".
De início, ela não se casaria com Gomez Addams, na verdade a mão de sua irmã mais velha Opheila foi dada a ele, porém Morticia foi levada junto de sua irmã pois não havia ninguém para cuidar de seu "gatinho", assim quando Gomez e Mortícia se viram pela primeira vez se apaixonaram e quase cometeram suícidio para permanecerem juntos, algo que foi impedido por Mãozinha.
A árvore da família dela pode ser rastreada até Salem, Massachusetts, e bruxaria também está implícita, por vezes, na série de televisão. Por exemplo, Morticia gosta de "fumo", uma atividade que não envolva cigarros ou charutos, seu marido, mas ao invés de fumaça emana debaixo dela.

## Em outras mídias
Mortícia foi retratada por Carolyn Jones na série de TV de 1964 e por Anjelica Houston, em A Família Addams (1991) e sua continuação Addams Family Values (1993). Huston retratou Morticia com um olhar iluminado por um brilho fantasmagórico ao redor, que se tornou mais perceptível quando ela estava de pé ou deitado na penumbra. Daryl Hannah interpretou em 1998 no Addams Family Reunion. Ellie Harvie interpretou na série revival, The New Addams Family. Na primeira série animada feita em 1973, foi dublada por Janet Waldo. Em 1992 a série animada, ela foi dublada por Nancy Linari. Em 2010 no musical da Broadway, é retratada por Bebe Neuwirth.
Mortícia também foi a fonte de bruxa da Disney, Pato Patalógica, primeiramente concebida e desenhada por Carl Barks.
Em 2002, Júlia Lemmertz interpretou a vampira Marta Morta na novela O Beijo do Vampiro. O nome da personagem e suas características eram claramente referentes à Morticia.
Durante um cross-over com Scooby Doo na série "The New Scooby-Doo Movies" , foi chamada na versão brasileira por Mortiça, com cedilha e sem "i".
Em 2022, Catherine Zeta-Jones interpreta na série da Netflix, Wandinha. Dirigido por Tim Burton

### Intérpretes
| Nome                 | Período     | Trabalho                                                    | Nacionalidade |
| -------------------- | ----------- | ----------------------------------------------------------- | ------------- |
| Carolyn Jones        | 1964 - 1966 | The Addams Family                                           | EUA           |
| Carolyn Jones        | 1972        | Ep. Wednesday Missing (Dublagem -The New Scooby doo Movies) | EUA           |
| Carolyn Jones        | 1977        | Halloween With The News Addams Family                       | EUA           |
| Janet Waldo          | 1973        | The Addams Family (animação)                                | EUA           |
| Anjelica Houston     | 1991        | Addams Family                                               | EUA           |
| Anjelica Houston     | 1993        | Addams Family Values                                        | EUA           |
| Nancy Linari         | 1992        | The Addams Family (animação)                                | EUA           |
| Daryl Hannah         | 1998        | Addams Family Reunion                                       | EUA           |
| Ellie Harvie         | 1998        | The New Addams Family (remake)                              | EUA           |
| Bebe Neuwirth        | 2010        | A Família Addams (Musical)                                  | EUA           |
| Marisa Orth          | 2012 e 2022 | A Família Addams (Musical)                                  | BR            |
| Charlize Theron      | 2019        | The Addams Family (animação)                                | EUA           |
| Charlize Theron      | 2021        | A Família Addams 2: Pé na Estrada                           | EUA           |
| Catherine Zeta-Jones | 2022        | Wednesday                                                   | EUA           |